# William Wellesley-Pole
William Wellesley-Pole, 3. hrabia Mornington GCH (ur. 20 maja 1763 w Dangan Castle, zm. 22 lutego 1845 w Londynie) – brytyjski arystokrata i polityk związany ze stronnictwem torysów, starszy brat 1. księcia Wellington.

## Życiorys
Był drugim synem Garret Wesleya, 1. hrabiego Mornington, i Annie Hall, córki 2. wicehrabiego Dungannon. Wykształcenie odebrał w Eton College (1774–1776). W latach 1778–1782 służył w Royal Navy na pokładzie fregaty HMS Incidental. W latach 1783–1790 zasiadał w irlandzkim parlamencie z okręgu Trim. W 1789 r, zmienił nazwisko na „Wellesley-Pole”.
W 1790 r. został wybrany do brytyjskiej Izby Gmin jako reprezentant okręgu East Looe. Okręg ten reprezentował do 1795 r. W latach 1801–1821 był deputowanym z okręgu Queen’s County. W latach 1809–1812 był Głównym Sekretarzem Irlandii. W 1814 r. został zarządcą mennicy. W 1821 r. otrzymał tytuł 1. barona Maryborough i zasiadł w Izbie Lordów. W latach 1823–1830 był opiekunem Stajni Królewskich. W latach 1834–1835 był poczmistrzem generalnym. Po śmierci brata w 1842 r. odziedziczył tytuł 3. hrabiego Mornington. Zmarł w 1845 r.
17 maja 1784 r. w Londynie poślubił Katherine Elizabeth Forbes (ok. 1760 – 23 października 1851), córkę admirała Johna Forbesa i lady Mary Capell, córki 3. hrabiego Essex. William i Katherine mieli razem syna i trzy córki:
- Mary Charlotte Anne Wellesley-Pole (zm. 2 lutego 1845), żona sir Charlesa Bagota, miała dzieci
- Emily Harriet Wellesley-Pole (zm. 6 marca 1881), żona FitzRoya Somerseta, 1. barona Raglan, nie miała dzieci
- Priscilla Anne Wellesley-Pole (zm. 18 lutego 1879), żona Johna Fane'a, 11. hrabiego Westmorland, miała dzieci
- William Pole-Tylney-Long-Wellesley (22 czerwca 1788 – 1 lipca 1857), 4. hrabia Mornington